# ویتالی پتروف
ویتالی پتروف (روسی: Вита́лий Алекса́ндрович Петро́в؛ IPA: [vʲɪˈtalʲɪ ɐlʲɪkˈsandrəvʲɪtɕ pʲɪˈtrof]؛ زادهٔ ۸ سپتامبر ۱۹۸۴) راننده خودروی مسابقه‌ای اهل روسیه است، وی از سال ۲۰۱۰ تا ۲۰۱۲ در مسابقات فرمول یک شرکت کرده‌است.